# FK Mažeikiai
El Futbolo Klubas Mažeikiai és un club de futbol lituà de la ciutat de Mažeikiai.

## Història
Evolució del nom:
- 1961: ETG (Elektrotechnikos gamykla) Mažeikiai
- 1962: Elektra Mažeikiai
- 1973: Atmosfera Mažeikiai
- 1990: Jovaras Mažeikiai
- 1992: FK Mažeikiai
- 1992: ROMAR Mažeikiai
- 1995: FK Mažeikiai
- 2001: Nafta Mažeikiai
- 2003: FK Mažeikiai

Va viure la seva millor època a partir de 1992 quan adoptà el nom de Romar: acrònim de Romas Marcinkevičius, principal inversor del club. El club fou tres cops campió de Lituània. També fou finalista de copa el 1979.

## Palmarès
- Lliga lituana de futbol: 
  - 1976, 1979, 1994

## Participacions en el campionat lituà
- 2011: 9è (A lyga)
- 2010: 9è (A lyga)
- 2009: 3r (1 Lyga)
- 2008: 1r (2 Lyga oest)
- 2007: 4t (2 Lyga nord)
- 2006: 3r (2 Lyga nord)
- 2005: 4t (2 Lyga nord)
- 2004: 6è (1 Lyga)
- 2003: 1r (2 Lyga)